# Hotel Albert (Nueva York)
El Hotel Albert  es un hotel histórico ubicado en Nueva York, Nueva York. El Hotel Albert se encuentra inscrito  en el Registro Nacional de Lugares Históricos desde el 13 de junio de 2012.  

## Ubicación
El Hotel Albert se encuentra dentro del condado de Nueva York en las coordenadas 40°43′58″N 73°59′37″O / 40.73269, -73.993565.